# Denis Irwin
Denis Joseph Irwin, född 31 oktober 1965 i Cork, är en före detta irländsk fotbollsspelare, ytterback. 
Han ingick i Manchester Uniteds spelartrupp då klubben hade stora framgångar på 1990-talet. Han spelade sammanlagt 682 matcher i Premier League varav 368 för United. Sammanlagt med matcher i cuper m.m. spelade Irwin 529 matcher för Manchester United. Han spelade oftast som vänsterback och var en viktig kugge i laget som dominerade i Premier League under 1990-talet.

## Meriter
- Eires landslag - 56 matcher
- Premier League - 1993, 1994, 1996, 1997, 1999, 2000, 2001
- FA-cupen - 1994, 1996, 1999
- Engelska ligacupen - 1992
- UEFA Champions League - 1999
- Cupvinnarcupen - 1991
- UEFA Super Cup - 1991
- Interkontinentala cupen - 1999